# Federico Vismara (esgrimidor)
Federico Vismara (Milán, 10 de julio de 1997) es un deportista italiano que compite en esgrima, especialista en la modalidad de espada.
Ganó dos medallas en el Campeonato Mundial de Esgrima, en los años 2022 y 2023, y tres medallas en el Campeonato Europeo de Esgrima entre los años 2022 y 2024.
En los Juegos Europeos de Cracovia 2023 consiguió una medalla de bronce en la prueba por equipos.

## Palmarés internacional
| Campeonato Mundial | Campeonato Mundial | Campeonato Mundial | Campeonato Mundial |
| Año                | Lugar              | Medalla            | Prueba             |
| ------------------ | ------------------ | ------------------ | ------------------ |
| 2022               | El Cairo (Egipto)  | Medalla de plata   | Espada por equipos |
| 2023               | Milán (Italia)     | Medalla de oro     | Espada por equipos |
| Juegos Europeos    |                    |                    |                    |
| Año                | Lugar              | Medalla            | Prueba             |
| 2023               | Cracovia (Polonia) | Medalla de bronce  | Espada por equipos |
| Campeonato Europeo |                    |                    |                    |
| Año                | Lugar              | Medalla            | Prueba             |
| 2022               | Antalya (Turquía)  | Medalla de oro     | Espada por equipos |
| 2023               | Plovdiv (Bulgaria) | Medalla de plata   | Espada individual  |
| 2024               | Basilea (Suiza)    | Medalla de plata   | Espada por equipos |